# Aten (Bolivien)
Aten (auch: Atén) ist eine Ortschaft im nördlichen Teil des Departamento La Paz im südamerikanischen Andenstaat Bolivien.

## Lage  im Nahraum
Aten liegt in der Provinz Franz Tamayo (früher "Caupolicán") und ist zentraler Ort des Kanton Aten im Municipio Apolo. Die Ortschaft liegt auf einer Höhe von 1455 m, 170 Kilometer Luftlinie nördlich des bolivianischen Regierungssitzes La Paz und 110 Kilometer nordöstlich des Titicaca-Sees.

## Geographie
Aten liegt zwischen der östlichen Anden-Kette der Cordillera Real und der Vorandenkette der Serranía del Beu.
Die Region weist im Temperaturverlauf ein sehr ausgeglichenes Klima auf (siehe Klimadiagramm Apolo); die Durchschnittstemperatur liegt bei gut 20 °C, die monatlichen Durchschnittstemperaturen schwanken zwischen 21 °C von Oktober bis März und knapp 19 °C im Juni und Juli. Der Jahresniederschlag liegt im langjährigen Mittel bei etwa 1350 mm, der kurzen Trockenzeit im Juni und Juli mit Monatsniederschlägen unter 35 mm steht eine ausgedehnte Feuchtezeit mit bis zu 200 mm im Dezember und Januar gegenüber.

## Verkehrsnetz
Aten liegt in einer Entfernung von 451 Straßenkilometern nördlich von La Paz der Hauptstadt des gleichnamigen Departamentos.
Von La Paz führt die asphaltierte Nationalstraße Ruta 2 in nordwestlicher Richtung 70 Kilometer bis Huarina, von dort zweigt die asphaltierte Ruta 16 nach Norden ab, die nach 98 Kilometern Escoma erreicht und dann als unbefestigte Piste auf weiteren 250 Kilometern über Charazani nach Apolo führt. In Apolo zweigt die Ruta 26 nach Süden ab und führt über Aten und Mapiri nach Caranavi.

## Bevölkerung
Die Einwohnerzahl des Ortes hat sich in den vergangenen beiden Jahrzehnten nur unwesentlich verändert:
| Jahr | Einwohner | Quelle       |
| ---- | --------- | ------------ |
| 1992 | 341       | Volkszählung |
| 2001 | 371       | Volkszählung |
| 2012 | 351       | Volkszählung |
| 2024 |           | Volkszählung |